# Brad Mills (baseball, 1957)
Pour le lanceur de baseball, voir Brad Mills (baseball, 1985).
James Bradley Mills (né le 19 janvier 1957 à Exeter, Californie, États-Unis) est un ancien joueur américain de baseball ayant joué dans les Ligues majeures de 1980 à 1983. Il est manager des Astros de Houston de 2010 à 2012. Depuis la saison 2013, il est instructeur au troisième but pour les Indians de Cleveland.

## Carrière

### Joueur
Frappeur gaucher et lanceur droitier, Brad Mills est repêché par les Expos de Montréal au 17e tour du repêchage amateur de 1979. Il fait ses débuts dans les Ligues majeures avec les Expos le 8 juin 1980 à l'âge de 23 ans.
Il sera un joueur de troisième but réserviste pour Montréal, jouant dans 106 parties au cours des 4 années suivantes. Il a joué son dernier match dans les grandes ligues le 2 octobre 1983. En 1984, les Expos l'échangent aux Astros de Houston mais il ne reviendra pas dans les majeures. 
Le 27 avril 1983 au Stade olympique de Montréal, Brad Mills devient la 3509e victime de Nolan Ryan, qui bat du même coup le record de retraits sur des prises établi en 1921 par Walter Johnson.
La moyenne au bâton en carrière de Brad Mills est de,256 avec 43 coups sûrs, un coup de circuit, 11 points marqués et 12 points produits. Il a soutiré un but-sur-balles à sa seule apparition au bâton en séries éliminatoires, lors de la Série de division 1981 entre les Expos et les Phillies de Philadelphie.

### Manager
Après sa carrière de joueur, Mills fut manager pendant 11 ans d'équipes des ligues mineures affiliées aux Cubs de Chicago (1987-1992), aux Rockies du Colorado (1993-1996) et aux Dodgers de Los Angeles (2002). Il fut instructeur au premier but chez les Phillies de Philadelphie (1997-2000) avant de retourner dans l'organisation des Cubs comme recruteur (2001). Mills a aussi été employé comme entraîneur adjoint par les Expos de Montréal (2003) et les Red Sox de Boston (2004). Il est instructeur de banc aux côtés de Frank Robinson chez les Expos puis de Terry Francona avec les Red Sox.
Le 27 octobre 2009, Brad Mills est nommé gérant des Astros de Houston. Il succède à Dave Clark, qui avait assuré l'intérim pour les 13 dernières parties de la saison de baseball 2009 après le congédiement de Cecil Cooper. Avec une équipe en reconstruction qui échange les vétérans Roy Oswalt et Lance Berkman, porte-couleurs de longue date des Astros, durant la saison 2010, Houston prend le quatrième rang de la division Centrale avec 76 victoires et 86 défaites à la première année de Mills comme manager. Les Astros connaissent en 2011 la pire saison de leur histoire. Ils subissent 106 défaites contre à peine 56 victoires et une fois de plus se débarrassent de leurs meilleurs joueurs en cours de saison, échangeant Hunter Pence et Michael Bourn.
Son numéro d'uniforme comme membre des Astros est le 2.
Il est congédié par les Astros le 18 août 2012. Houston possède alors le pire dossier du baseball majeur, avec 39 victoires et 82 défaites. Sa fiche comme gérant des Astros est de 171-274 pour un pourcentage de victoires de ,393. 
Mills retrouve Terry Francona, nommé gérant des Indians de Cleveland pour la saison 2013, et est nommé à partir de cette saison-là instructeur de troisième but de l'équipe.
Mills dirige les joueurs de la Ligue américaine au match des étoiles 2017 à Miami en remplacement de Terry Francona, en congé de maladie.